# Keynote
Eine Keynote (englisch für „Grundgedanke“, „Grundsatz“; auch keynote address, keynote speech) bezeichnet einen herausragend präsentierten Vortrag eines meist prominenten Redners oder professionellen Grundsatzreferenten (englisch keynote speaker). Der Begriff Keynote wird vom Einstimmton von A-cappella-Chören abgeleitet: Der Chor singt vor jedem Auftritt gemeinsam einen Ton, damit sich die einzelnen Sänger auf das Stück und aufeinander einstimmen können. Sinngemäß stimmt also der Keynote-Speaker sein Publikum auf die Kernbotschaft ein.
Eine deutschsprachige Bezeichnung ist Plenarvortrag (Vortrag vor allen Teilnehmern im Plenum einer Konferenz). Heute wird meist die englischsprachige Bezeichnung präferiert, und bei großen Kongressen können auch mehrere Keynotes parallel gehalten werden.
Die Keynotes nehmen die wichtigsten Themen der Tagung oder Messe vorweg. Sofern die Tagung medienwirksam Markantes bietet, wird dies in den Keynotes eingeführt und vorgestellt.

## Merkmale

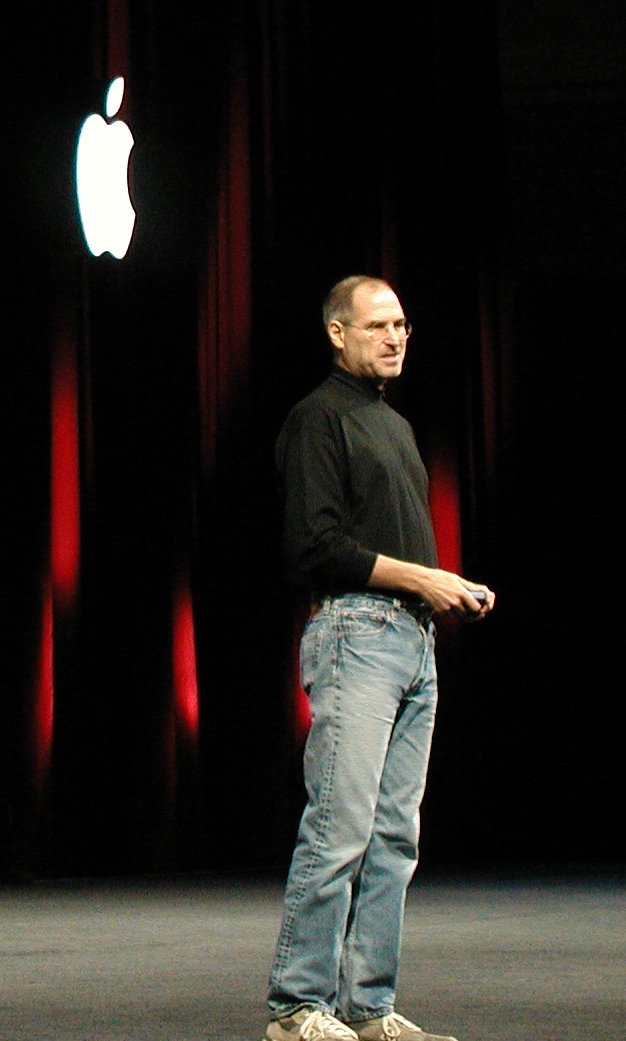
Steve Jobs auf der Macworld2005

Häufig ist die Keynote die Eröffnungsrede einer Tagung oder Diskussion. Es können aber bei Konferenzen, Symposien und anderen Anlässen auch mehrere Keynote-Speaker zu einem oder mehreren, meist zusammenhängenden Themen vortragen.
Keynotes sind nicht zwangsläufig immer am Anfang einer Veranstaltung angesetzt, sondern können auch in der Mitte, als überleitende Motivation oder als ausklingende Inspiration am Ende stattfinden.
Die meisten Keynote-Speaker sind Praktiker aus Verkauf, Marketing oder Führung oder Prominente (z. B. Sportler oder Politiker). Viele Keynote-Speaker waren bzw. sind auch Unternehmensberater, Trainer oder Coaches.